# NGC 2788
NGC 2788 is een spiraalvormig sterrenstelsel in het sterrenbeeld Kiel. Het hemelobject werd op 29 januari 1835 ontdekt door de Britse astronoom John Herschel. Het bevindt zich in de buurt van NGC 2788A en NGC 2788B.

## Synoniemen
- ESO 61-2
- AM 0908-674
- IRAS09083-6743
- PGC 25761